# ملیله‌دوزی
ملیله‌دوزی یکی از رودوزی‌های سنتی ایران است. ملیله‌دوزی به دوخت‌هایی گفته می‌شود که از مفتول‌های طلایی، نقره و آلیاژهای مختلف که به شکل فنری درآمده‌اند، برای تزئین سطح پارچه استفاده می‌شود. این دوخت به وسیله تارهای نازک و توخالی از جنس طلا یا نقره و گاهی برنج که به آن نخ ملیله می‌گویند ایجاد می‌شود. امروزه به‌جای رشته‌های فلزی از نخ‌هایی به رنگ طلایی نیز برای ملیله‌دوزی استفاده می‌شود.
دوخت انواع ملیله فلزی روی پارچه‌های نفیس محکم از جمله ترمه انجام می‌شود، به همین دلیل به آن تِرمه‌دوزی و سِرمِه‌دوزی  هم گفته می‌شود.
ملیله بر خلاف نخ‌های سرمه قابلیت انعطاف ندارد و براثر کشش زیاد از فرم خود خارج می‌شود.

## تاریخچه
سرمه‌دوزی، یکی از دوخت‌های تزیینی و از هنرهای اصیل و با قدمت ۲۵۰۰ تا ۳۰۰۰ ساله ایران است.
این هنر در ابتدای ظهور تمام موادش دست‌ساز و از جنس طلا و نقره بوده‌است، اما در طول زمان به دلیل گران بودن این مواد، بالا رفتن هزینه‌ها و قیمت تمام‌شده، مواد اولیهٔ آن عوض شد. در گذشته این دوخت برای تزیین لباس، پرده‌های مجلل تالارها، سر آستین‌ها، یقه حاشیه لباس و روسری، رو رخت‌خوابی و… استفاده می‌شد اما امروزه استفاده از آن گسترش بیشتری پیدا کرده و بر جنبه‌های تزیینی و دکوراتیو آن افزوده شده‌است.
سرمه (ملیله فلزی) از الیاف طلا و نقره که تابیده و فنری شده تهیه می‌شود و بعلت تلألؤ خاصی که دارد استفاده می‌شود سرمه‌دوزی به‌شکل ملیله‌دوزی که قطعات نقره و طلا به شکل مفتول تو خالی بوده از زمان هخامنشیان و ساسانیان رایج گشته و در زمان صفویان به اوج خود رسیده‌است و اکنون با الیاف بدل طلا و نقره تهیه می‌شود و به همین دلیل در سطح گسترده مورد استفاده عوام می‌باشد و در گذشته جهت لباس و پرچم و روکش مقابر و پرده خانه خدا به کار می‌رفته.

## وضعیت امروزی
امروزه سرمه‌دوزی برای وسائلی مثل رومیزی، روتختی، سجاده، جانماز، جلد قرآن و روکش جعبه دستمال کاغذی و تابلو و دوخت کمند و نظائر آن بکار می‌رود. طرح‌های سرمه دوزی معمولاً انواع بته جقه است که در طرح پارچه ترمه نیز همین طرح به کار می‌رود طرح‌های دیگر؛ گل وبته، گل‌های شاه‌عباسی و غیره‌است و تقریباً مثل گل‌دوزی در طرح محدودیتی ندارد اما پیاده کردن طرح طبق شیوه و روش‌های خاصی حاشیه و گوشه مطابق و مناسب وسایلی که تهیه می‌شود می‌باشد. مراکز سرمه‌دوزی در ایران شهرهای اصفهان، یزد، کرمان، کاشان و تهران است.

## ابزار و مواد و مصالح
پارچه ترمه، مخمل، و کتان انواع نخهای سرمه، نخ دوخت در خیّاطی، سوزن با شماره‌های مختلف، قیچی، دستگاه کمان یا چهارچوبی برای محکم نگه داشتن پارچه. پنبه، یا هر پرکننده دیگری بنا به ذوق و استعداد دوزنده. صابون خیاطی برای نقش اندازی یا هر قلم دیگری که بتواند بر روی پارچه اثرگذار باشد و پاک نشود.

## روش کار
زمینه کار در این نوع سوزن دوزی پارچه ترمه از نوع اصل یا مشابه آن است. انتخاب این نوع پارچه برای سرمه دوزی به این دلیل است که از این پارچه برای تهیّه لباس در دوره صفویه و قاجاریه به وفور استفاده می‌شده و رایج بوده‌است لذا نمونه‌هایی از تزئینات سرمه که در اختیار است و در موزه‌های استان موجود است اکثراً دارای چنین تزئیناتی هستند؛ ثانیاً صخامت و مقاومت پارچه‌ای که در سرمه دوزی بکار گرفته می‌شود باید به اندازه‌ای باشد که توان تحمل سنگینی بعد از اتمام دوخت سرمه را دارا باشد و دچار چروک و کیس در سطح خود نگردد. البته به همین منظور در بعضی از پارچه‌های ترمه که صخامت چندانی ندارند با دوخت پارچه آستری به پشت کار به‌طور مصنوعی این صخامت ایجاد می‌شود. همچنین علاوه بر ترمه، از پارچه‌های مخمل و کتان نیز به عنوان زمینه کار استفاده می‌شود.
ابتدا پارچه در دستگاه قرار داده می‌شود و از چهار سو کشیده شده و به دستگاه متصل می‌شود. دستگاه مزبور به شکل جدید، کمان دایره یا چهار گوش به صورت سنّتی آن ارائه می‌شود. می‌توان نوع سنتی آن را با اندازه‌های متفاوت با سفارش به نجار و نوع کمانی را از طریق فروشگاه‌ها توزیع‌کننده ابزار و لوازم خیاطی تهیه کرد. سپس طرح را بر روی پارچه از طریق برگردان طرح بر روی آن یا در صورت اشراف کامل به طرح مستقیماً بر روی پارچه طرح زد. برای پاک نشدن خطوط طرح در طول سوزندوزی تمام خطوط با کوک‌های درشت تثبیت می‌شوند.
سپس سوزن نخ شده را از درون سرمه عبور داده و از روی خطوط کو ک شده عبور می‌دهند تا تمامی خطوط بدین صورت با سرمه پوشیده شود. سطح گلبرگ‌ها را با قرار دادن پنبه یا هر حجم دهنده دیگری برجسته کرده، با سرمه می‌پوشانند؛ و تا انتهای کار به همین صورت عمل می‌شود.
این دوخت در اکثر موارد با دوخت‌های دیگر همراه است. دوخت‌هایی از قبیل: پیله دوزی، ملیله دوزی، گلابتون دوزی، شرفه دوزی، شمسه دوزی، ده یک دوزی، صدفدوزی، سنگ دوزی، مرصع دوزی، منجوق دوزی، پولک دوزی، زغره دوزی، مروارید دوزی و غیره. از انواع دوخت‌هایی که بیشتر در این دوخت به کار می‌رود می‌توان به دوخت: زنجیره‌ای، برگ دوزی، جناغی، دور دوزی، مار پیچ الوان روی زنجیره، دوخت ساتن، دوخت مورّب، ساقه دوزی، بست دوزی، دندان موشی و زیگزاگهای مختلف را نام برد.